# Clase John Lewis
La clase John Lewis, también conocida como TAO(X), es una serie de buques de aprovisionamiento en construcción para el Military Sealift Command de la Armada de los Estados Unidos. La clase reemplazará a los buques de la clase Henry J. Kaiser.
Todas las naves llevarán nombres de defensores de los derechos civiles en EE. UU. La primera de ellas, que da el nombre a la clase, lleva el nombre de John Lewis, uno de los organizadores de la marcha de Washington de 1963.
Los nombres están sujetos a cambios, sin embargo, a instancias del Secretario de Defensa de los Estados Unidos, Peter B. Hegseth, cuando asumió el cargo en 2025, descubrió que los barcos fueron nombrados durante la Administración Obama (2009-17) en honor a activistas de justicia social y su trabajo para eliminar la filosofía marxista en el ejército a favor del "ethos guerrero".

## Diseño
Los buques John Lewis son naves de 49 000 t de desplazamiento y 746 pies (227,4 m) de eslora diseñadas para la provisión de combustibles, lubricantes y agua potable a la flota. Su propulsión consiste en dos (2) motores diésel Fairbanks Morse y las impulsa a 20 nudos de velocidad.

## Desarrollo

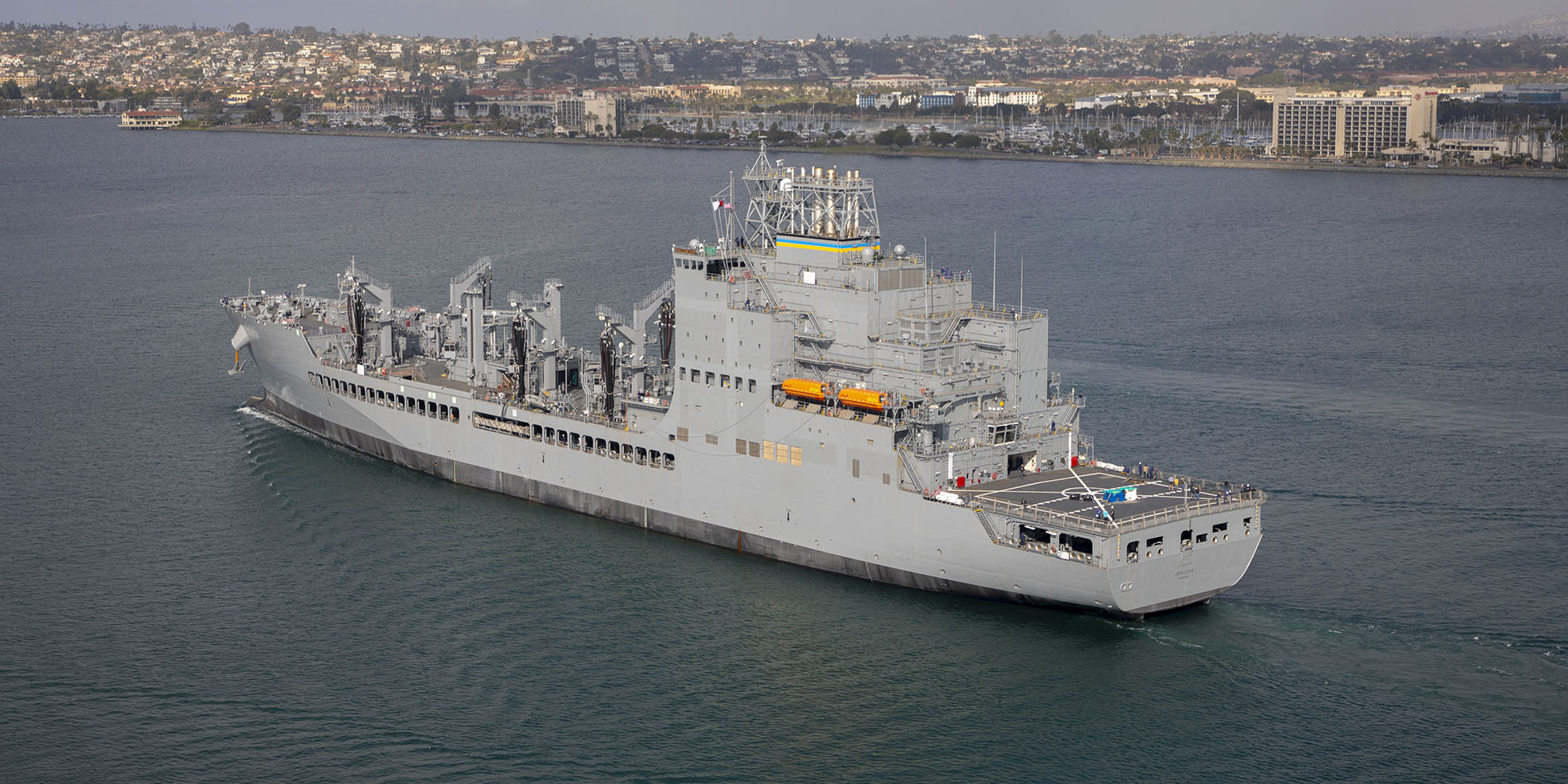
Vista de popa del USNS John Lewis, año 2022.

En 2015 la marina de guerra de Estados Unidos ordenó la construcción de esta nueva clase de buques de aprovisionamiento (AO) encargándole el trabajo a General Dynamics-National Steel and Shipbuilding Co. (GD-NASSCO) de San Diego (California).
Los buques sustituirán a las naves de la clase Henry J. Kaiser actualmente en servicio con la Armada (desde 1986). La primera unidad, el USNS John Lewis (T-AO-205), fue botado en 2021 y fue recibido por la Armada en julio de 2022. La operadora es la Combat Logistics Force (CLF) del Military Sealift Command (MSC).
En 2021 el astillero NASSCO colocó la quilla del USNS Robert F. Kennedy y botó el casco del USNS Harvey Milk; en 2022 colocó la quilla del USNS Earl Warren.
En agosto de 2022 la Armada ordenó dos unidades adicionales (T-AO-211 y T-AO-212).

## Unidades
| Unidad                   | Numeral  | Constructor                         | Iniciado                | Botado                 | Entregado           | Destino         |
| ------------------------ | -------- | ----------------------------------- | ----------------------- | ---------------------- | ------------------- | --------------- |
| USNS John Lewis          | T-AO-205 | National Steel and Shipbuilding Co. | 13 de mayo de 2019      | 12 de enero de 2021    | 27 de julio de 2022 | En servicio     |
| USNS Oscar V. Peterson'  | T-AO-206 | National Steel and Shipbuilding Co. | 3 de septiembre de 2020 | 6 de noviembre de 2021 | 11 de julio de 2023 | En servicio     |
| USNS Earl Warren         | T-AO-207 | National Steel and Shipbuilding Co. | 30 de abril de 2022     | 21 de enero de 2023    |                     | En construcción |
| USNS Robert F. Kennedy   | T-AO-208 | National Steel and Shipbuilding Co. | 5 de diciembre de 2022  | 29 de octubre de 2023  |                     | En construcción |
| USNS Lucy Stone          | T-AO-209 | National Steel and Shipbuilding Co. |                         |                        |                     | En construcción |
| USNS Sojourner Truth     | T-AO-210 | National Steel and Shipbuilding Co. |                         |                        |                     | En construcción |
| USNS Thurgood Marshall   | T-AO-211 | National Steel and Shipbuilding Co. |                         |                        |                     | Ordenado        |
| USNS Ruth Bader Ginsburg | T-AO-212 | National Steel and Shipbuilding Co. |                         |                        |                     | Ordenado        |
| USNS Harriet Tubman      | T-AO-213 | National Steel and Shipbuilding Co. |                         |                        |                     | Ordenado        |